# Rammelsberg
Rammelsberg je hrib visok 635 metrov na severnem robu območja hribovja Harz, južno od zgodovinskega mesta Goslar v severni Nemčiji oziroma Spodnji Saški. Hrib je lokacija pomembnega rudnika srebra, bakra in svinca, ki je bil edini rudnik, ki je neprekinjeno deloval že več kot 1000 let, ko so ga končno zaprli leta 1988. Od leta 1992 je rudnik Rammelsberg del svetovne dediščine Unesca. 

## Ime
Po legendi je bila gora poimenovana po vitezu, imenovanem "Ramm", ki je bil privrženec cesarja Otona Velikega. Leta 968 je vitez, ko je bil na lovu, privezal svojega konja na drevo, da bi na skoraj neprehodnem terenu zasledoval jelena. Njegov konj je nestrpno topotal s kopiti, medtem ko je čakal, da se njegov gospodar vrne in tako izpostavil žilo srebrove rude. Po drugi razlagi lahko ime izhaja iz široko razširjenega čemaža  (Allium ursinum)(nizka nemščina Ramsen), ki ga najdemo na pobočjih. Najverjetneje pa je, da je "ram" zelo stara besedna razlaga za "rudo z bakrom". V italijanščini danes rame pomeni 'baker'.

## Nastanek rude
Za razliko od mineralnih nahajališč na Zgornjem Harzu so rude na Rammelsbergu nastale iz izhajanja vročih, kovinskih, termalnih vrelcev na morskem dnu v devonskem obdobju. Ta tvorba se imenuje sedimentni ekshalacijski depozit. Na dnu devonskega morja sta nastali dve veliki leči rude, ki sta bili pozneje ujeti v zlaganje kamnin v karbonskem obdobju in tako ležali prevrnjeni pod kotom v hribu.
Pridobivanje rude se je začelo v Altes Lager, izpostavljene na površini zaradi erozije, v bronasti dobi. Neues Lager je bil odkrita šele v 19. stoletju zaradi specifičnega raziskovanja. Rudniki so bili izčrpani šele v 1980-ih in so bili zaprti leta 1988. V rudi je bilo v povprečju 14% cinka, 6% svinca, 2% bakra, 1 g / t zlata in 140 g / t srebra. 

## Zgodovina rudarjenja
Zgodovina rudarjenja Rammelsberga se je pojavila kot stalen proces v različnih fazah. Sprva je bil glavni proizvod bakrena ruda, nato (veliko) kasneje svinca in s svincem srebro.
Analiza pisnih virov in arheoloških najdb nezmletih kosov rude in žlindre, ugotovljenih med arheološkimi izkopavanji med letoma 1981 in 1985 v kraju Düna (blizu Osterode) v južnem Harzu kaže, da se je zgodnja rudarska dejavnost na Rammelsbergu začela v poznem 7. stoletju našega štetja  (Anglosaški grobni pridatki iz Harzove rude so bili najdeni tudi v Angliji).

### Srednji vek
Rudarjenje na Rammelsbergu je bilo prvič omenjeno v zapisih okoli leta 968, ki jih je naredil saški kronist Widukind Corvey. V skladu z njegovim Res gestae saxonicae je cesar Oton Veliki imel nahajališča srebrove rude (lat. Venas argenti) odprte in izkopane. Rudarska naselbina Goslar ni bila omenjena do leta 979. Kralj Henrik II. je leta 1005, ko ga je pritegnilo srebro, zgradil v Goslarju kraljevo pfalco (Kaiserpfalz Goslar) ob vznožju hriba Rammelsberg, ki sta jo povečala njegova salijska naslednika Konrad II. in Henrik III. in jo postopoma nadomestila za kraljevo pfalco v Werlu.
Dobičkonosni rudniki so ostali Reichsgut, ki je neposredno pripadal cesarju svetega rimskega cesarstva. Ko je leta 1175 cesar Friderik I. Barbarossa pozval k podpori v svoji kampanji proti italijanskim mestom Lombardske lige, je vojvoda Welfov, Henrik Lev zahteval, da se mu v zameno dodeli rudnik Goslar, kar je Friderik odklonil. Vojvoda Henrik je oblegal mesto in porušil rudarske obrate. Rammelbergovi rudniki so bili obnovljeni leta 1198/99 med prepirom za prestol med Welfi-Hohenstaufni Otonom IV. in Filipom Švabskim.
Potem ko je cesarski vpliv upadel, je rudnik vzdrževalo cesarsko mesto Goslar, ki je leta 1359 uradno kupilo pravico rudarjenja in licenčnino (Bergregal). Rudarska nesreča je dokumentirana leta 1376, ko je bilo več kot 100 rudarjev pokopanih in so umrli. Glavne rude, ki so bile izkopane v Rammelsbergu, so bile svinčevo-cinkova ruda, bakrena ruda, žveplova ruda, mešana ruda (Melierterz), rjava sljuda (Braunerz), baritna ruda (Grauerz), tračna ruda (Banderz), poleg pomembnih mineralov galenit, kalkopirit, sfalerit, barit in sulfat. Glavne kovine, pridobljene iz teh rud, so bile srebro, svinec, baker in cink, na katerih je temeljilo bogastvo Goslarja.

### Sodobnost
Rudniki Goslar so bili stoletja trn na strani vojvod Braunschweig-Wolfenbüttel, ki so vladali nad sosednjimi posestvi Harz. Leta 1552 - po desetletjih sodnih postopkov, sporov in spopadov - je vojvoda Henrik V. sprejel oslabljeno mesto po šmalkaldenski vojni in prevzel lastništvo nad rudniki. Rudarske dejavnosti so nadalje spodbujali Henrikov sin in naslednik vojvoda Julius Braunschweig-Wolfenbüttel iz leta 1568. Med tridesetletno vojno so državljani Goslarja ponovno poskušali ridobiti rudnike, ki so se odlikovali kot zvesti podporniki imperialnih sil proti protestantskemu poveljniku Kristijanu mlajšemu Braunschweig; kljub temu, da se je nečak vojvode Augusta mlajšega neuspešno pomiril s cesarjem [Ferdinand III. Habsburški |Ferdinandom]] leta 1642. Pod Welfi so od 18. stoletja pridobivali tudi zlato.
Z Goslarjem so rudniki Rammelsberg leta 1814 prešli v Hannovrsko kraljestvo in leta 1866 v Kraljevino Prusijo. V skladu z Rammelsbergprojektom iz leta 1936/37 je bil rudnik močno razširjen po nalogu nacističnih oblasti kot del štiriletnega načrta. Za naciste je bil Rammelsberg s kovinskimi rudami ključnega pomena in težava z obdelavo rude je bila tehnično rešena. To je pripeljalo do izgradnje današnjih površinskih naprav z njihovo predelovalnico na hribu in jaškom. Arhitekti so bili Fritz Schupp in Martin Kremmer, ki sta oblikovala tudi druge pomembne industrijske stavbe (vključno z Industrijski kompleks Zollverein v Porurju, ki je zdaj tudi na Unescovem seznam svetovne dediščine).

### Raziskave 2009
Februarja 2009 je družba Scandinavian Highlands Holding A / S objavila rezultate geofizikalnih preiskav svoje hčerinske družbe Harz Minerals GmbH, po katerih so predstavili doslej neznana mineralna nahajališča velikosti tistih na Rammelsbergu, dva kilometra zahodno . Jeseni 2009 je bilo na območju Hessenkopf in Gosetal izvedenih več raziskovalnih vrtin do globine 500–600 metrov. Konec januarja 2010, po večmesečnem pomanjkanju novic, je podjetje napovedalo, da bodo kmalu vrtali do globine 800 metrov, kjer so domnevali, da bodo prišli do bogatih mineralnih surovin. 

## Svetovna dediščina
Po več kot 1000 letih, ko je bilo pridobljenih skoraj 30 milijonov ton rude, je podjetje Preussag 30. junija 1988 dokončno zaprlo rudnik, saj so bile mineralne surovine v veliki meri izčrpane. Združenje državljanov je odločno nasprotovalo načrtom za rušenje površinskih naprav in zapolnitev zgodovinskih podzemnih rovov. Posledično je bil opuščen rudnik razvit v muzej, da bi ohranil svojo dediščino in prikazal zgodovino rudnika in njegove industrijske opreme.
Leta 1992 je muzej skupaj s starim mestom Goslar postal UNESCO-ov projekt svetovne dediščine. Leta 2010 se je ta svetovna dediščina razširila, tako da je vključevala vodne naprave Zgornji Harz ,  opatijo Walkenried in zgodovinsko Samsonovo jamo. Muzej Rammelsberg in rudnik za obiskovalce sta sidrišče evropske poti industrijske dediščine (ERIH).
Zgodovinski rudnik ima številne posebne zanimivosti, med drugim:
- galerija Roeder (s sistemom prenosa mehanskega gibanja, ki ga je ustvarilo več vodnih koles, ki so drenirali jame in dvigali rudo (kamšt); v Nemškem muzeju v Münchnu je replika)
- Feuergezäher (najstarejši podzemni rudarski prostor iz opeke v Srednji Evropi)
- galerija Rathstiefste (eden najstarejših in najbolje ohranjenih tunelov nemškega rudarstva, 12. stoletje; okrašen z vitriolovimi inkrustacijami)
- dvigalo (18. stoletje)
- Maltermeisterturm (najstarejša nadzemna rudarska zgradba v Nemčiji, 15. stoletje)
- stare deponije jalovine (najstarejše iz 11. in 12. stoletja)

## Rudniške naprave

### Maltermeisterturm
Maltermeisterturm je najstarejša ohranjena nadzemna rudniška naprava v Rammelsbergu in verjetno tudi v Nemčiji. Zgrajen je bil okoli leta 1500 na žlindri. Sprva je bil stolp uporabljen za nadzor jame; od leta 1578 je bil uporabljen kot zvonik (Anläuteturm).
Od sredine 18. stoletja je v stolpu živel mojster malter (Maltermeister). Upravljal je z lesom, potrebnim za rudnik, ki je bil izmerjen v malterjih, od tod tudi ime.

### Zbiralnik Herzberg
Da bi v času suše imeli dovolj vode za pogon vodnih koles, je bil leta 1561 zgrajen zbiralnik Herzberg. Od leta 1926 se je uporabljal kot gozdni plavalni bazen. Do zaprtja rudnika se je voda uporabljala za hlajenje in topla voda se je črpala nazaj v zbiralnik, kjer se je ogreval plavalni bazen.

### Nizka kakovostna obdelava rude v Bollrichu
Zaradi nemškega Wirtschaftswunder (gospodarskega čudeža) po drugi svetovni vojni in močnega naraščanja cen svinca in cinka leta 1950 so bile opravljene preiskave v zvezi z nahajališčem rude (Banderz). Po uspešnih poskusih predelave te nizkocenovne rude (vsebnost kovin, ki jih je mogoče predelati približno 25%), se je obdelava rude začela leta 1953 na Bollrichu nad vasjo Oker. Za načrtovanje objektov je bil ponovno odgovoren arhitekta Fritz Schupp.
Mesto je bilo povezano z rudnikom Rammelsberg prek jamske železnice skozi galerijo Gelenbeek. Premikanje koncentratov v talilnico svinca v Oker in cinka v Harlingerode je bilo olajšano s standardno železniško progo.
- Zbiralnik Herzberg (Herzberger Teich) in Rammelsbergov jašek
- Obdelava rude v Bollrichu

## Priložnostni kovanec
Leta 2008 sta Goslarjevo "Staro mestno jedro" in rudnik Rammelsberg oblikovala motiv na 100 evrskem zlatniku iz serije Unescove svetovne dediščine.

## Harzer Wandernadel
Muzej Rammelsberg je 91. v sistemu kontrolnih točk, ki sestavljajo pohodniško omrežje Harzer Wandernadel.